# Município de Goshen (condado de Auglaize, Ohio)
Localização do Ohio nos E.U.A.
O município de Goshen (em inglês: Goshen Township) é um município localizado no condado de Auglaize no estado estadounidense de Ohio. No ano de 2010 tinha uma população de 529 habitantes e uma densidade populacional de 11,43 pessoas por km².

## Geografia
O município de Goshen encontra-se localizado nas coordenadas 40° 33′ 26″ N, 83° 56′ 14″ O. Segundo a Departamento do Censo dos Estados Unidos, o município tem uma superfície total de 46.28 km², da qual 46,28 km² correspondem a terra firme e (0 %) 0 km² é água.

## Demografia
Segundo o censo de 2010, tinha 529 pessoas residindo no município de Goshen. A densidade populacional era de 11,43 hab./km².